# Eressa confinis
Eressa confinis là một loài bướm đêm thuộc phân họ Arctiinae, họ Erebidae.